# 世界グレイビーレスリング選手権
世界グレイビーレスリング選手権（せかいグレイビーレスリングせんしゅけん、The World Gravy Wrestling Championships ）は、ランカシャー州スタックステッド村で毎年開催されるレスリングのイベント。 
第1回選手権は2007年に開催。

## 解説
試合時間は2分間で、参加者は「ランカシャー・グレービー」で満たされた浅いプールでレスリングを行う。「ランカシャー・グレービー」は当初、肉汁と野菜で調理された実際のグレービーだったが、後にコーンスターチとカラメルの混合物に置き換えられた。
勝敗は、レスリングの技術だけでなく、参加者の仮装コスチュームが優れているかどうかでも決まる。
大会で集められた寄付金は、地元の慈善団体に寄付される。
2010年のイベントのビデオが、2017年にオーストラリアのテレビ番組「The Footy Show（AFL）」のシーズン24、エピソード4で、サムのメールバッグ特集の一部として紹介され、その後、オージールールの元選手のパネリストによって簡単なディスカッションが行われた。
グレイビーレスリング選手権の結果は2019年にギネス世界記録に掲載された。